# Bocula formosibia
Bocula formosibia är en fjärilsart som beskrevs av Embrik Strand 1922. Bocula formosibia ingår i släktet Bocula och familjen nattflyn. Inga underarter finns listade i Catalogue of Life.